# Missatge subliminar
Un missatge subliminar és un missatge o senyal dissenyat per passar per sota (sub) dels límits normals de percepció. Pot ser, per exemple, inaudible per a la ment conscient, però audible per a la ment inconscient o profunda; pot ser també una imatge transmesa d'una manera tan breu que passi desapercebuda per a la ment conscient. Entre psicòlegs i investigadors, es va arribar a la conclusió que els missatges subliminars no provoquen un efecte poderós ni durador en el comportament.

## Història
La primera menció registrada sobre la percepció subliminar es fa en els escrits de Demòcrit. Plató va parlar d'aquesta noció en el seu Timeu. Aristòtil va explicar de manera més detallada la consciència subliminar en Parva Naturalia fa més de dos mil anys, i sembla que els estímuls no percebuts de manera conscient podrien afectar els somnis.

### Principis del segle XX
Durant l'última part del segle xix i principis del XX, Sigmund Freud va investigar nous conceptes i teories sobre el subconscient i l'inconscient. La teoria del somni de Freud va crear una base sobre la qual el doctor O. Poetzle va fer un dels primers descobriments científics importants sobre la percepció subliminar. Freud va dir que els somnis tenen tres característiques principals:
- Representen la realització del desig.
- Els estímuls del somni són transformats abans de sorgir en el somni, sobretot aquells que ens poden fer mal.

Poetzle va descobrir que un estímul o una informació captada conscientment per una persona no apareix en els somnis subconscients. Quan estudiava les reaccions a figures plasmades en pintures, va descobrir que el contingut del somni estava format per estímuls anteriors al somni. El científic va formular la seva llei d'exclusió sobre l'observació que els éssers humans exclouen la informació anterior al somni. Va concloure dient que el contingut dels somnis estava compost per informació percebuda subliminarment.
Els deixebles de Poetzle van teoritzar que els ulls fan a prop de 100.000 fixacions diàriament. Solament una petita part d'aquestes fixacions s'experimenten de manera conscient. D'alguna manera, el contingut percebut subliminarment és transformat per a la seva reproducció posteriorment en els somnis.
En 1919, Poetzle va establir una nova relació entre estímuls subliminars, la suggestió posthipnòtica i la neurosi compulsiva.
Aquests investigadors, finalment, han demostrat que, si les condicions són les correctes, els missatges subliminars funcionen.